# L'Alfolí
L'Alfolí és un antic salí o magatzem de sal, del municipi de l'Escala declarat bé cultural d'interès nacional. Situat dins del nucli antic de la població de l'Escala, molt proper a la platja i al número 6 carrer que porta el seu nom. El 2006 va ver adquirit per l'ajuntament que el va transformar en espai cultural i centre d'interpretació de la història de l'Escala.

## Arquitectura
Edifici de planta rectangular i de grans dimensions, amb una estructura que recorda a un mas. Està format per tres crugies perpendiculars a la façana, amb la teulada a dues vessants, doble ràfec i teula tortugada vidrada verda. El lateral sud és un espai de pati interior, al que s'accedeix a través d'una gran porta d'arc rebaixat, bastida amb carreus de pedra. Presenta planta baixa i dos pisos d'alçada, amb les obertures rectangulars i els muntants i les llindes de carreus de pedra.
A la planta baixa hi ha tres portals, al pis un balcó exempt amb llinda gravada amb la data «1692». La resta són finestres amb l'ampit motllurat. A les golfes hi ha tres petites finestres d'arc de mig punt, amb l'ampit motllurat i corregut. A la façana sud, les obertures també es troben emmarcades amb pedra.
L'interior presenta, a la planta baixa, les sales cobertes amb voltes rebaixades i d'arc de mig punt bastides en pedra desbastada disposada en filades més o menys regulars, amb algunes refeccions fetes amb maons. Les obertures que comuniquen aquestes estances són rectangulars i estan bastides amb carreus de pedra ben desbastats.
A l'estança principal destaquen diverses arcades fetes amb carreus i recolzades en pilastres adossades als murs, amb les impostes motllurades. Als pisos superiors, els sostres són embigats. Adossat al nord hi ha un altre cos rectangular més baix que el principal, amb el mateix tipus d'obertures.
És una construcció de pedra sense treballar, amb les cantonades acabades amb carreus.

## Història
El poble de l'Escala va formar-se com un nucli reduït de pescadors, en una data que no sembla anterior al segle xvi. Es va desenvolupar al llarg del segle xvii, i així el 1660 ja tenia vint cases i el 1680, 80 persones. L'any 1682 ja és documentada l'església, dedicada a Sant Pere, sufragània de Sant Martí d'Empúries.
Els primers magatzems de sal (alfolins) van ser impulsats l'any 1564 per Felip II, quan va endegar el monopoli de la sal. Aquests també actuaven com a seu de la duana marítima, de l'associació de pescadors i d'antigues gabelles. L'existència dels alfolins, juntament amb la navegació de cabotatge, va impulsar l'expansió demogràfica i econòmica.
L'Alfolí, que té la data de 1697 a la llinda del portal, fou un dels primers edificis importants de l'Escala, directament lligat al seu caràcter de poble de pescadors. Quan el 1869 es va abolir el monopoli de la sal, l'edifici va perdre la funció públicat i es va subhastar.
Va ser declarat monument l'any 1974. L'edifici va ser comprat el 2006 per part de l'Ajuntament, després d'una campanya veïnal. El febrer del 2009 es va arribar a un acord per a rehabilitar l'interior de l'Alfolí de la Sal. En total haurà comportat cinc fases per l'execució total que van costar en total uns 3,2 milions d'euros. Va ser inaugurat el 31 d'agost de 2017.
Es un espai cultural amb sala d'exposicions i concerts a la planta baixa i un centre d'interpretació de la història de l'Escala a la primera, des de la prehistòria fins a l'actualitat.